# Balneário Rincão
Balneário Rincão è un comune del Brasile nello Stato di Santa Catarina, parte della mesoregione del Sul Catarinense e della microregione di Criciúma. Istituito ufficialmente il 1º gennaio 2013, precedentemente faceva parte del comune di Içara.